# Tulejnik

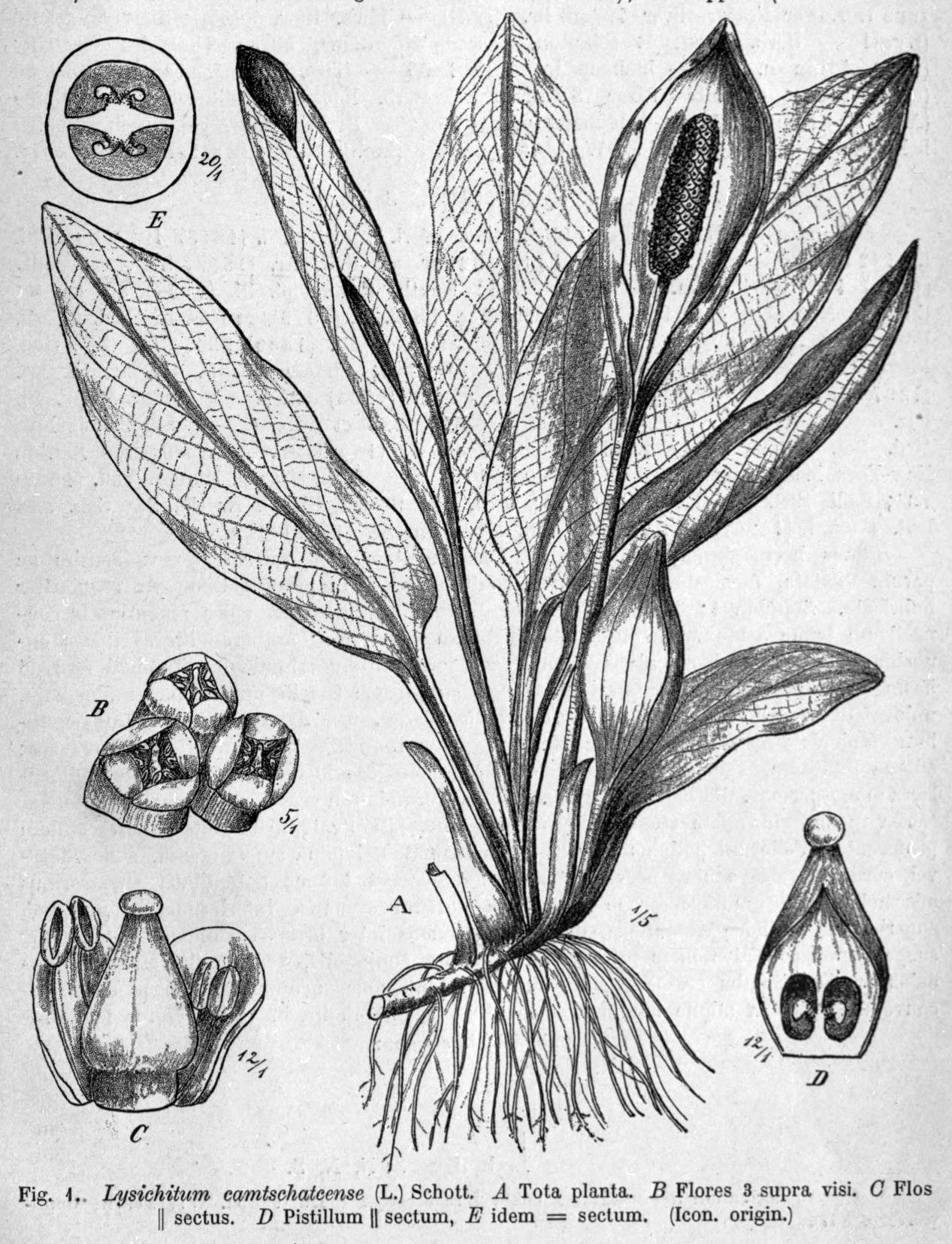
Morfologia tulejnika kamczackiego

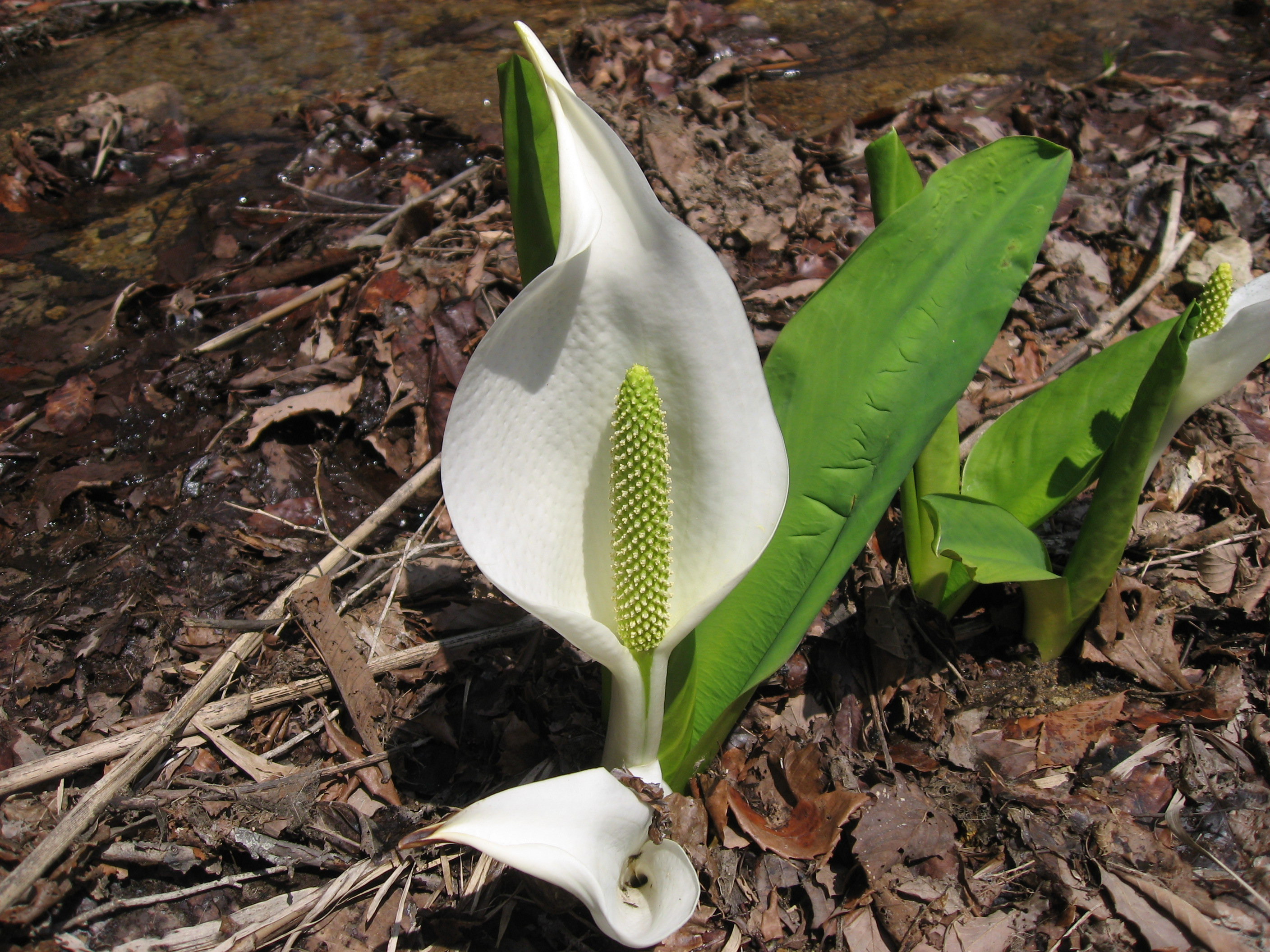
Tulejnik kamczacki

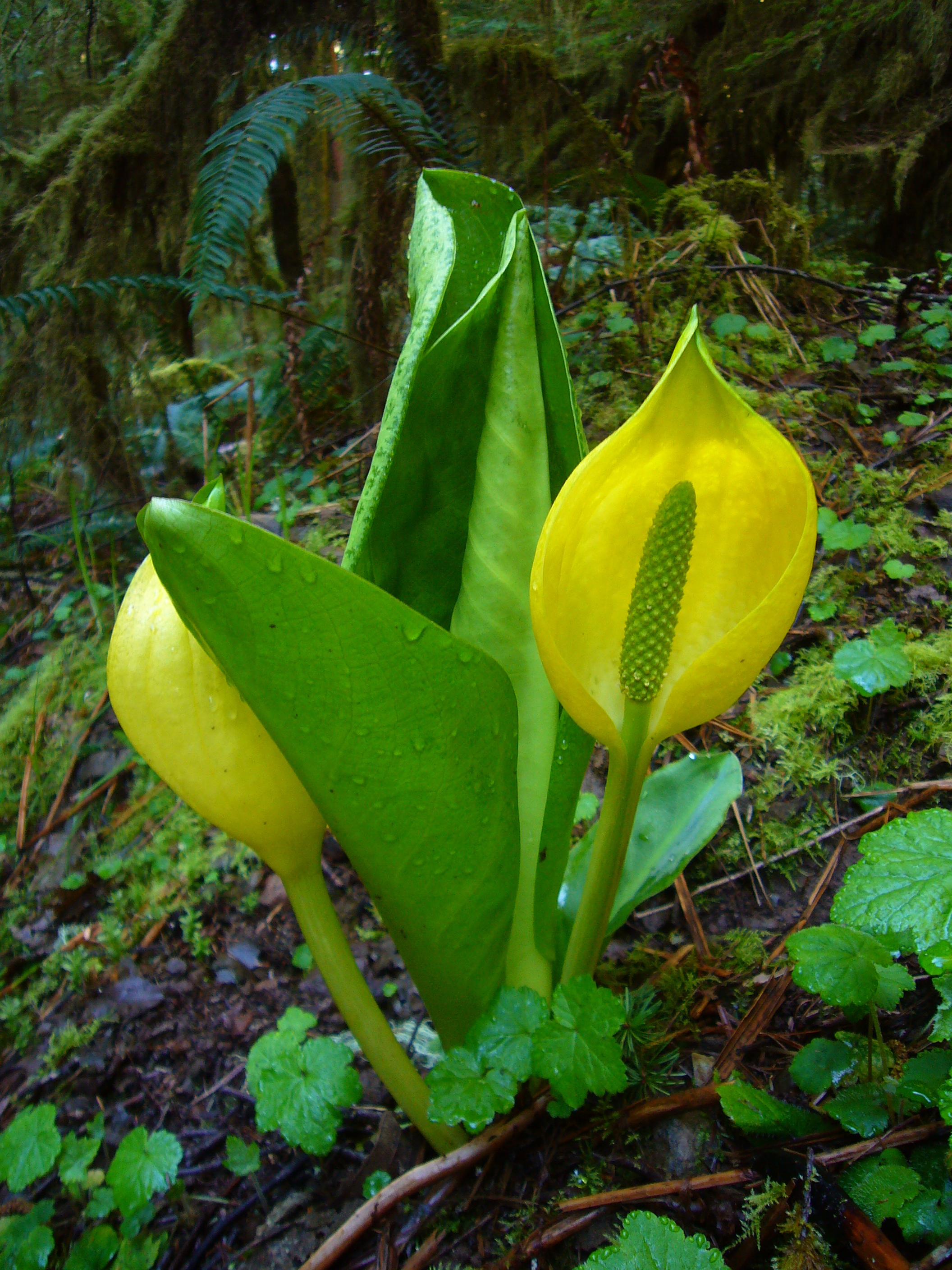
Tulejnik amerykański

Tulejnik, lysichiton, żmijownik (Lysichiton Schott) – rodzaj roślin z rodziny obrazkowatych, obejmujący dwa gatunki: tulejnik amerykański (Lysichiton americanus Hultén & H.St.John) i tulejnik kamczacki (Lysichiton camtschatcensis (L.) Schott). Nazwa naukowa rodzaju pochodzi od greckich słów λύσης (lysis – upadek) i χιτών (chiton – szata) i odnosi się do szybko odpadającej po przekwitnięciu pochwy kwiatostanu.

## Zasięg geograficzny
Tulejnik amerykański pochodzi z zachodniej Ameryki Północnej, gdzie występuje naturalnie od Alaski do Kalifornii. Tulejnik kamczacki pochodzi z północno-wschodniej Azji, od Kamczatki do Japonii. Oba gatunki zostały introdukowane w Europie z upraw ogrodniczych. Tulejnik kamczacki pojawił się pod koniec XX wieku w Norwegii i Szwecji, gdzie nie został uznany za gatunek inwazyjny. Tulejnik amerykański został wprowadzony do północno-zachodniej Europy: Wielkiej Brytanii (pierwsza zaobserwowana introdukcja w 1901 r.), Irlandii, Belgii, Danii, Finlandii, Niemiec, Norwegii, Szwecji. Jedynie w Norwegii nie został uznany za gatunek inwazyjny, w pozostałych krajach zaobserwowano wypieranie przez tulejnika amerykańskiego roślinności rodzimej.

## Morfologia
ŁodygaPodziemne wzniesione kłącze, u tulejnika amerykańskiego ciemne i wydłużone, u t. kamczackiego białe i krótkie.
LiścieRośliny tworzą kilka gładkich liści siedzących lub z krótkimi, gąbczastymi ogonkami, pozbawionymi pochwy. Blaszki liściowe skórzaste, całobrzegie, szeroko-lancetowate do podłużno-jajowatych, o ściętej do klinowatej nasadzie i wymiarach od 40–80×15–30 cm (t. kamczacki) do 30–150×25–70 cm (t. amerykański), wydłużające się po przekwitnięciu rośliny.
KwiatyRośliny jednopienne. Kilka kwiatostanów, typu kolbiastego pseudancjum, pojawia się razem z liśćmi. Pochwa kwiatostanu w dolnej części tworzy bardzo długą i wąską pochwę o wolnych brzegach, okrywającą trzonek o długości od 10 do 40 cm, na którym osadzona jest cylindryczna kolba. Górna część pochwy jest eliptyczna i łódkokształtna, spiczasta, żółta (tulejnik amerykański) lub biała (t. kamczacki). Kwiaty obupłciowe, o 4 nierównych listkach okwiatu, gęsto porywają kolbę o długości od 3,5 do 12 cm. Listki okwiatu wąskie, zaokrąglone, o długości od 2 do 3 mm (t. kamczacki) lub od 3 do 4 mm (t. amerykański). Kwiaty składają się z 4 pręcików o płaskich nitkach i główkach o średnicy od 0,6–0,8 mm (t. kamczacki) do 0,9–2,0 mm (t. amerykański) oraz pojedynczego słupka o 1-2-komorowej zalążni z siedzącym znamieniem. Żółtozielone kwiaty t. amerykańskiego wydzielają okropny zapach. Zielonkawe kwiaty t. kamczackiego są bezzapachowe.
OwoceZielone jagody, zawierające 2 nasiona.

## Biologia i ekologia
RozwójWieloletnie, skrytopączkowe rośliny zielne. Tulejnik amerykański kwitnie od późnej zimy do wiosny. Jego kwiaty są zapylane przez chrząszcze z gatunku Pelecomalius testaceum z rodziny kusakowatych, które żerują na pyłku tych roślin. Obrzydliwy aromat kwiatów tulejnika amerykańskiego, przypominający wydzieliny skunksa, padlinę i czosnek, pobudza owady do rozmnażania, które odbywa się wewnątrz kwiatostanów tulejników. Kwiaty tulejnika kamczackiego są przyjemnie pachnące. W zapylaniu biorą też udział muchówki. Rośliny rosną bardzo wolno i dożywają wieku 80 lat. Budują gęste populacje. Nasiona tulejników są rozprzestrzeniane przez ptaki i małe ssaki (jak wiewiórki). Rośliny rozmnażają się również wegetatywnie z fragmentów kłączy.
SiedliskoBagna, brzegi strumieni, tereny podmokłe na nizinach i w lasach.
Cechy fitochemiczneWszystkie tkanki tulejników zawierają kryształki szczawianu wapnia. Spożycie surowych części tych roślin powoduje pieczenie i obrzęk w jamie ustnej i gardle.
GenetykaLiczba chromosomów 2n = 28.

## Systematyka
Pozycja rodzaju według Angiosperm Phylogeny Website (aktualizowany system APG IV z 2016)Należy do podrodziny Orontioideae, rodziny obrazkowatych (Araceae), rzędu żabieńcowców (Alismatales) w kladzie jednoliściennych (ang. monocots).

## Zastosowanie
Rośliny jadalneWszystkie części tulejnika amerykańskiego, w czasach niedoboru pożywienia, są spożywane przez rdzenną ludność Ameryki Północnej. Młode liście tej rośliny mogą być jadane po wielokrotnym obgotowaniu, każdorazowo w nowej wodzie. Wysuszone i upieczone kłącze może być zmielone i użyte jako dodatek do mąki.
Rośliny leczniczeLiście tulejnika amerykańskiego są używane przez północnoamerykańskich indian jako kataplazmy na oparzenia i rany. Kłącze tej rośliny było używane do leczenia problemów z układem oddechowym, przede wszystkim kataru siennego, astmy, krztuśca i problemów z oskrzelami.
Rośliny ozdobneOba gatunki tulejników są uprawiane w krajach o chłodnym klimacie jako rośliny ozdobne, przede wszystkim sadzone są przy brzegach zbiorników wodnych. Są mrozoodporne (strefy mrozoodporności 5–9). Wymagają gleby kwaśnej i mokrej, tolerują okresowe zalewania. Najlepiej rosną pod drzewami, na stanowiskach częściowo zacienionych.